# První vláda Helmuta Schmidta
První vláda Helmuta Schmidta byla vláda SRN v období Západního Německa, působila od 16. května 1974 do 14. prosince 1976. Tvořila ji sociálně-liberální koalice sociálně demokratické SPD a liberální středo-pravicové FDP.
Byla vytvořena po abdikaci předchozího kancléře Willyho Brandta. Ten byl nucen 6. května 1974 rezignovat poté, co se veřejnost dozvěděla, že jeden z jeho nejbližších spolupracovníků Günter Guillaume pracoval pro východoněmeckou tajnou službu Stasi.

## Seznam členů vlády
| Portfej                                                     | Ministr                           | Strana | Strana |
| ----------------------------------------------------------- | --------------------------------- | ------ | ------ |
| Spolkový kancléř                                            | Helmut Schmidt                    |        | SPD    |
| Zástupce spolkového kancléře                                | Hans-Dietrich Genscher            |        | FDP    |
| Ministr zahraničních věcí                                   | Hans-Dietrich Genscher            |        | FDP    |
| Ministr vnitra                                              | Werner Maihofer                   |        | FDP    |
| Ministr spravedlnosti                                       | Hans-Jochen Vogel                 |        | SPD    |
| Ministr financí                                             | Hans Apel                         |        | SPD    |
| Ministr hospodářství                                        | Hans Friderichs                   |        | FDP    |
| Ministr výživy, zemědělství a lesů                          | Josef Ertl                        |        | FDP    |
| Ministr práce a sociálních věcí                             | Walter Arendt                     |        | SPD    |
| Ministr obrany                                              | Georg Leber                       |        | SPD    |
| Ministryně mládeže, rodiny a zdravotnictví                  | Katharina Focke                   |        | SPD    |
| Ministr dopravy                                             | Kurt Gscheidle                    |        | SPD    |
| Ministr pošt a spojů                                        | Kurt Gscheidle                    |        | SPD    |
| Ministr územního plánování, bytové politiky a výstavby měst | Karl Ravens                       |        | SPD    |
| Ministr pro celoněmeckou problematiku                       | Egon Franke                       |        | SPD    |
| Ministr výzkumu a technologií                               | Hans Matthöfer                    |        | SPD    |
| Ministr školství a vědy                                     | Helmut Rohde                      |        | SPD    |
| Ministr pro hospodářskou spolupráci                         | Erhard Eppler do 8. července 1974 |        | SPD    |
| Ministr pro hospodářskou spolupráci                         | Egon Bahr od 8. července 1974     |        | SPD    |